# Kloster Droiteval

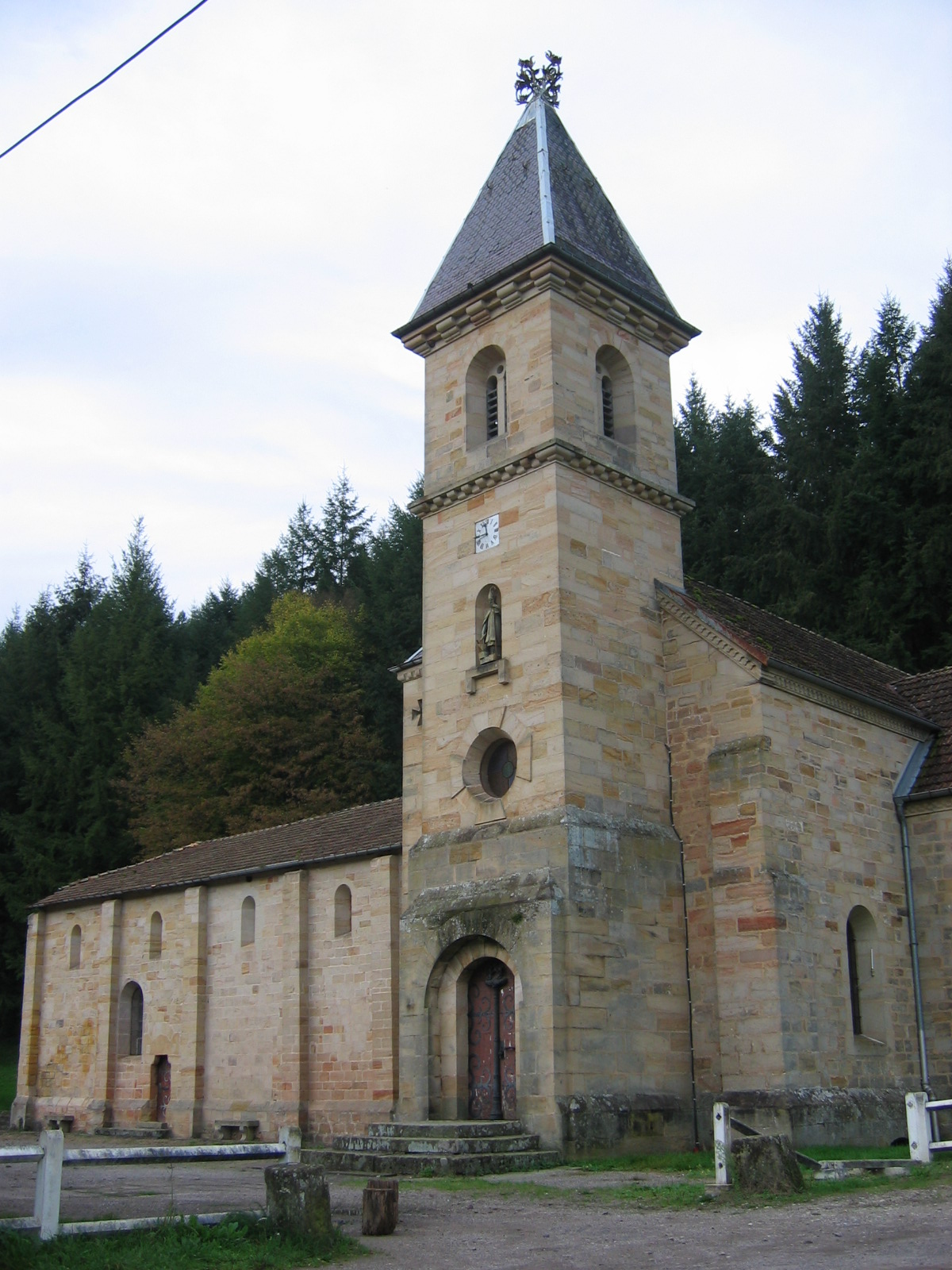
Kapelle von Droiteval

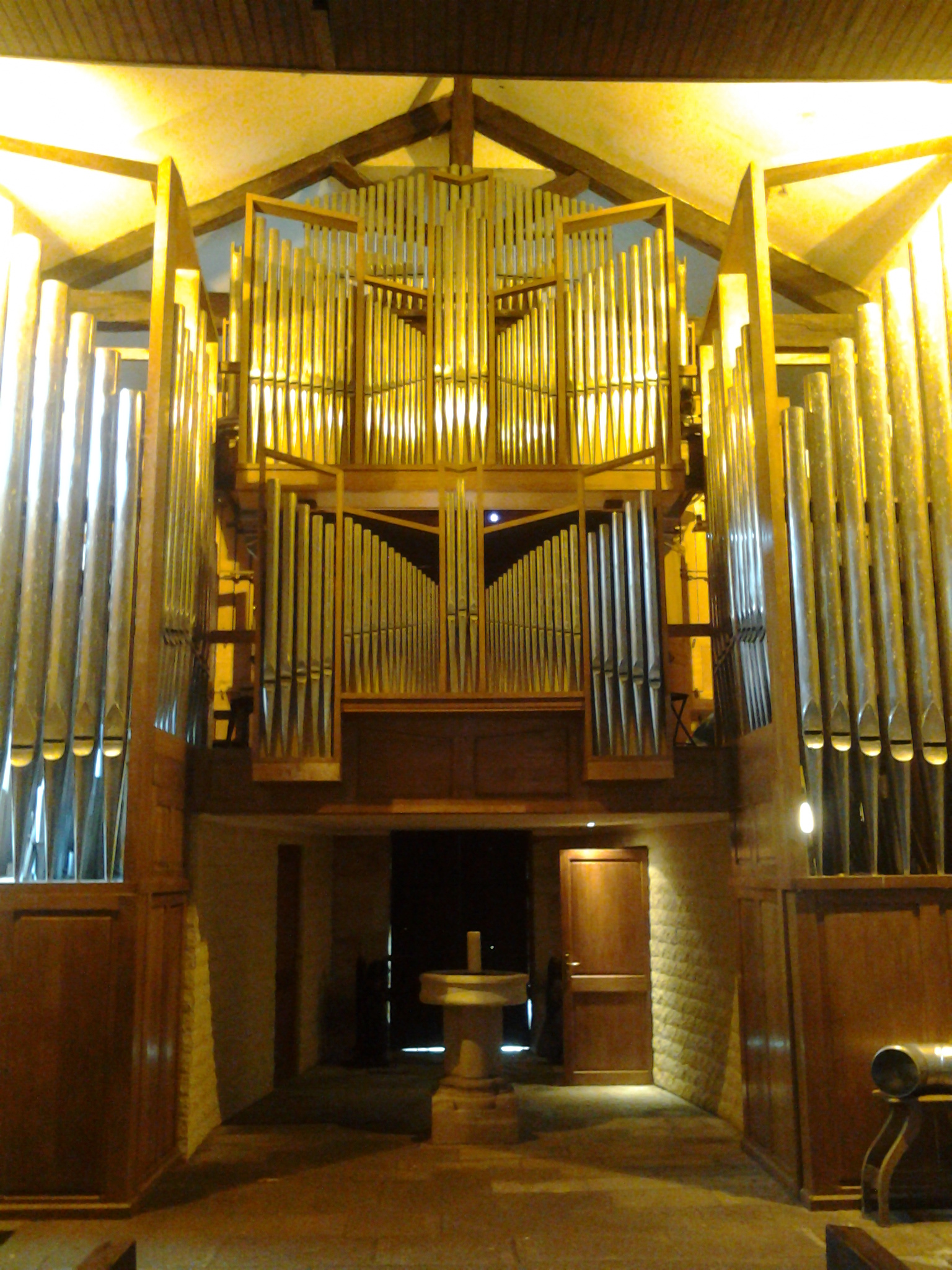
Orgel "Notre Dame" in der Kapelle

Das Kloster Droiteval ist eine ehemalige Abtei in der französischen Region Grand Est. Von der Abtei ist heute neben einem kleineren Gebäudeteil noch die Kapelle erhalten, die nach wie vor genutzt wird und mit einer modernen Orgel ausgestattet ist. Die Abtei wurde im 12. Jahrhundert als Nonnenkloster des Zisterzienserordens gegründet (15 km nördlich vom Kloster Clairefontaine und 25 km östlich vom Kloster Morimond). Von 1453 bis zur Auflösung durch die Französische Revolution 1790 war das Kloster von Zisterzienserinnen besiedelt.
Heute ist Droiteval ein Ortsteil der Gemeinde Claudon im Département Vosges und ein beliebtes Touristenziel. Direkt neben der Kapelle befindet sich ein Künstlerhof, in dem unter Anderen die niederländische Malerin und Bildhauerin Mirjam Bijvank tätig ist. Dort kann man Gästezimmer buchen und Mal- und Zeichenkurse belegen. Außerdem befindet sich in Droiteval ein größeres schlossähnliches Anwesen, das eine interessante architektonische Anlage aufweist: Es ist direkt hinter einen Staudamm gebaut.